# Bleesmillen
Bleesmillen – mała miejscowość (lieu-dit) w północno-wschodnim Luksemburgu, w kantonie Vianden, w gminie Tandel. Do 3 października 2015 miejscowość leżała w dystrykcie Diekirch, a do 31 grudnia 2005 należała do gminy Fouhren.  